# Елке Шмитер
Елке Шмитер (на немски: Elke Schmitter) е немска писателка и журналистка, автор на романи, стихотворенияи и есета.

## Биография
Елке Шмитер е родена на 25 януари 1961 г. в Крефелд, Северен Рейн-Вестфалия. Завършва гимназия и следва философия в Мюнхенския университет. Завършва през 1984 г. с магистърска степен.
След това работи като журналистка – от 1992 до 1994 г. е главен редактор на берлинския всекидневник Тагесцайтунг, после е сътрудник на свободна практика при седмчника Цайт и на всекидневника Зюддойче Цайтунг. След 2001 г. се числи към редакцията на голямото новинарско списание Шпигел. През 1917 г. Шмитер поема ръководството на културния отдел.
Елке Шмитер публикува стихосбирки, романи и есета. През 2000 г. излиза значимият ѝ роман „Госпожа Сарторис“ (Frau Sartoris), написан в стила на големите романисти от XIX век като Флобер и Фонтане.
През 2005 г. излиза стихосбирката ѝ „Не е шпаньол“ (Kein Spaniel), а на следващата година – романът „Дъщерята на Вера“ (Veras Tochter), който представлява постмодерно продължение на „Госпожа Сарторис“.

## Награди и отличия
- 2000: „Севернорейнска литературна награда“
- 2001: Jahresstipendium Deutscher Literaturfonds